# Licania cruegeriana
Licania cruegeriana là một loài thực vật có hoa trong họ Cám. Loài này được Urb. mô tả khoa học đầu tiên năm 1908.